# Franco Baresi
Franco Baresi (Travagliato, 1960. május 8. –) világbajnok olasz labdarúgó, hátvéd.

## Sikerei, díjai
- AC Milan
  - BL győztes: 1988–89, 1989–90, 1993–94
  - Interkontinentális kupa: 1989, 1990
  - Európai Szuperkupa: 1989, 1990, 1994.
  - Seria A bajnok: 1978–79, 1987–88, 1991–92, 1992–93, 1993–94, 1995–96
  - Seria B bajnok: 1980–81, 1982–83
  - Olasz Szuperkupa: 1988, 1992, 1993, 1994
  - Közép-európai kupa: 1982
- Olaszország:
  - Világbajnok: 1982
  - Világbajnoki bronzérmes: 1990
  - Scania 100 Tournament: 1991
  - US Cup ezüstérmes: 1992
  - Világbajnoki ezüstérmes: 1994

## Lásd még
- Egycsapatos labdarúgók listája

## Önéletírása magyarul
- Libero. Álmodni szabadon; ford. Lekli Medárd; Milan Ticket Shop Kft., Budapest, 2023